# Tantilla bocourti
La culebra cabeza negra de Bocourt (Tantilla bocourti) es una especie de reptil perteneciente a la familia Colubridae. El nombre bocourti es un patronímico honrando al Zoólogo Francés Marie Firmin Bocourt. 

## Clasificación y descripción
La coloración dorsal de la cabeza es negra a café muy oscuro, con una variable acumulación de marcas claras usualmente presentes en las internasales y prefrontales y algunas veces en la porción anterior de las supraoculares y parietales. En algunos casos, la capucha negra está salpicada fuertemente con el color claro. Manchas pre y postoculares pálidas y pobremente definidas se extienden debajo del ojo. El collar nucal está completo y es aproximadamente del ancho de 1-2 escamas de la mitad del dorso. La coloración del dorso es uniformemente color canela, café rojizo pálido o marrón. El mentón y el vientre son color crema.

## Distribución
Bajas a marginalmente altas elevaciones de la vertiente del Pacífico, del noreste de Sinaloa al oeste de Zacatecas, a través de Jalisco, Colima, Michoacán, Guerrero y Oaxaca, así como el sureste de Guanajuato a través de Puebla, México (incluyendo las Islas Tres Marías), en la vertiente del Atlántico en el sureste de Coahuila, San Luis Potosí, Hidalgo, Puebla y el centro de Veracruz, México.

## Hábitat
Habita en el bosque de pino-encino, bosque tropical caducifolio en el Centro de Guerrero. En las Islas Marías han sido registradas en hojarasca a lo largo de un arroyo seco. Han sido encontradas bajo troncos en Sonora. También ha sido reportada en bosque seco (matorral xerófilo) en Puebla. 
Se ha identificado como una especie de hábitos fosoriales la cual también encuentra refugio bajo rocas y troncos. La dieta está compuesta por ciempiés, escarabajos, larvas de insectos y arañas. El tamaño de camada está reportada como 2-3 huevos.

## Estado de conservación
Se encuentra catalogada como menor preocupación (LC) en la IUCN.